# Rassa

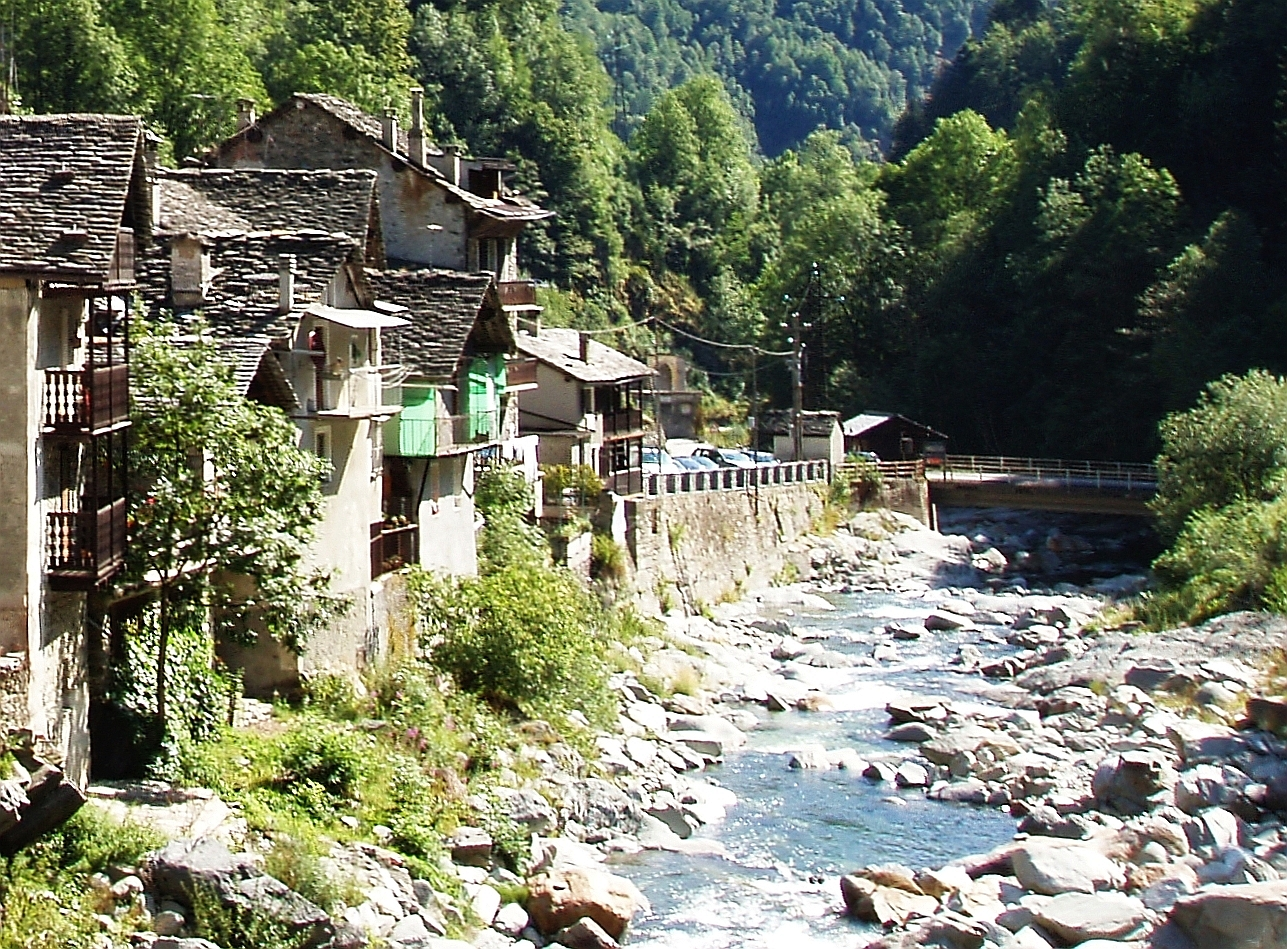

Rassa es una localidad y comune italiana de la provincia de Vercelli, región de Piamonte, con 77 habitantes.

## Evolución demográfica
| Gráfica de evolución demográfica de Rassa entre 1861 y 2001 |
|                                                             |
| Fuente ISTAT - elaboración gráfica de Wikipedia             |